# OGLE-2013-BLG-0341L B b
OGLE-2013-BLG-0341L B b — экзопланета в планетной системе красного карлика OGLE-2013-BLG-0341L B, входящего в состав системы двойной звезды OGLE-2013-BLG-0341L. Находится на расстоянии в 3 500 световых лет от Солнечной системы. Относится к планетам земной группы и на момент открытия в апреле 2013 года являлась единственной известной планетой в системе OGLE-2013-BLG-0341L.

## Открытие и название
Планета была открыта 11 апреля 2013 года методом гравитационного микролинзирования в ходе эксперимента OGLE-IV. Название двойной звезды OGLE-2013-BLG-0341L B говорит о том, что она была каталогизирована и описана в ходе программы OGLE. Буква «b» в имени планеты означает, что это первая планета обнаруженная в этой системе.

## Характеристики
Система двойной звезды в которой обнаружена планета находится на расстоянии около 3500 световых лет от Земли в созвездии Корма. Звезды, входящие в состав системы находятся друг от друга на расстоянии ок. 15 а. е. и имеют массы 0,15 и 0,13 М☉.
OGLE-2013-BLG-0341L B b является единственной известной планетой в системе. Она обращается на расстоянии 0,8 а. е. вокруг меньшей из двух звезд, которая, в свою очередь, вращается вокруг более массивной звезды-компаньона. Материнская звезда планеты в 400 раз тусклее Солнца.
OGLE-2013-BLG-0341L B b в 2 раза массивнее Земли, а температура на её поверхности равна 213 градусов Цельсия ниже нуля.